# Basidiopycnis
Basidiopycnis är ett släkte av svampar. Basidiopycnis ingår i familjen Phleogenaceae, ordningen Atractiellales, klassen Atractiellomycetes, divisionen basidiesvampar och riket svampar.
|               | Helicogloea                             |
|               |                                         |
|               | Hoehnelomyces                           |
|               |                                         |
|               | Basidiopycnides                         |
|               |                                         |
|               | Proceropycnis                           |
|               |                                         |
| Basidiopycnis | \| \| Basidiopycnis hyalina \| \| \| \| |
|               | \| \| Basidiopycnis hyalina \| \| \| \| |
|               | Atractiella                             |
|               |                                         |
|               | Phleogena                               |
|               |                                         |
|               | Basidiopycnis hyalina                   |
|               |                                         |

|  | Basidiopycnis hyalina |
|  |                       |